# Brit Alen
Brit Alen (Schoten, 10 mei 1954) is een Belgische actrice. Alen had vroeger een relatie met acteur Jan Decleir en hun zoon Flor Decleir is ook acteur..

## Carrière

### Theater
In het theater speelde ze onder meer bij:
- De Tijd
- 't Gebroed
- Blauwe Maandag Compagnie
- Theater De Korre

### Tv-series
Ze speelde gastrollen in vele series zoals:
- Witse
- Xenon
- Flikken
- Aspe
- Recht op Recht
- Heterdaad
- Dag en Nacht een VTM-serie
- Sylvia (als rol van kamermeid)

### Filmografie
Ze speelde ook in films zoals:
- Het sacrament
- Daens